# Censo de México de 1970
El censo de México de 1970, denominado oficialmente IX Censo General de Población, fue el noveno censo realizado en México. Se llevó a cabo el 28 de enero de 1970 y dio como resultado una población de 48 225 238 habitantes.

## Realización
En el censo se realizaron las siguientes preguntas a todas las personas:
- Parentesco
- Sexo
- Edad
- Religión
- Calzado
- Lengua indígena
- Alfabetismo
- Grado de instrucción
- Asistencia escolar
- Hijos nacidos vivos
- Estado civil
- Alimentación
- Lugar de nacimiento
- Tiempo de residir en la entidad federativa
- Lugar de residencia anterior
- Actividad en la semana pasada
- Meses trabajados en 1969
- Trabajo o empleo principal
- Posición en el trabajo en 1969
- Clase de actividad en 1969

Junto al censo de población también se realizó un censo de vivienda en el cual se recolectó la siguiente información:
- Ocupantes y familias
- Cuarto de baño con agua corriente
- Cuarto para cocinar
- Número de cuartos
- Tenencia de la vivienda
- Material de techos
- Disponibilidad de agua entubada
- Drenaje o albañal
- Combustible para cocinar
- Electricidad
- Radio y televisión

## Resultados
| Posición | Estado                            | Población  | Variación respecto a 1960 | Variación respecto a 1960 | Variación respecto a 1960 |
| Posición | Estado                            | Población  | Pobl.                     | %                         | Pos.                      |
| -------- | --------------------------------- | ---------- | ------------------------- | ------------------------- | ------------------------- |
| 1        | Distrito Federal                  | 6 874 165  | +2 003 289                | 41.13%                    | Sin cambios               |
| 2        | México                            | 3 833 185  | +1 935 334                | 101.98%                   | 3                         |
| 3        | Veracruz                          | 3 815 422  | +1 087 523                | 39.87%                    | 1                         |
| 4        | Jalisco                           | 3 296 586  | +853 325                  | 34.93%                    | 1                         |
| 5        | Puebla                            | 2 508 226  | +534 389                  | 27.07%                    | 1                         |
| 6        | Michoacán                         | 2 324 226  | +472 350                  | 25.51%                    | Sin cambios               |
| 7        | Guanajuato                        | 2 270 370  | +534 880                  | 30.82%                    | Sin cambios               |
| 8        | Oaxaca                            | 2 015 424  | +288 158                  | 16.68%                    | Sin cambios               |
| 9        | Nuevo León                        | 1 694 689  | +615 841                  | 57.08%                    | 3                         |
| 10       | Chihuahua                         | 1 612 525  | +385 732                  | 31.44%                    | 1                         |
| 11       | Guerrero                          | 1 597 360  | +410 644                  | 34.60%                    | Sin cambios               |
| 12       | Chiapas                           | 1 569 053  | +358 183                  | 29.58%                    | 2                         |
| 13       | Tamaulipas                        | 1 456 858  | +432 676                  | 42.25%                    | 1                         |
| 14       | San Luis Potosí                   | 1 281 996  | +233 699                  | 22.29%                    | 1                         |
| 15       | Sinaloa                           | 1 266 528  | +428 124                  | 51.06%                    | 2                         |
| 16       | Hidalgo                           | 1 193 845  | +199 247                  | 20.03%                    | 1                         |
| 17       | Coahuila                          | 1 114 956  | +207 222                  | 22.83%                    | 1                         |
| 18       | Sonora                            | 1 098 720  | +315 342                  | 40.25%                    | 1                         |
| 19       | Zacatecas                         | 951 462    | +133 631                  | 16.34%                    | 1                         |
| 20       | Durango                           | 939 208    | +178 372                  | 23.44%                    | Sin cambios               |
| 21       | Baja California                   | 870 421    | +350 256                  | 67.34%                    | 1                         |
| 22       | Tabasco                           | 768 327    | +271 987                  | 54.80%                    | 1                         |
| 23       | Yucatán                           | 758 355    | +144 306                  | 23.50%                    | 2                         |
| 24       | Morelos                           | 616 119    | +229 855                  | 59.51%                    | 1                         |
| 25       | Nayarit                           | 544 031    | +154 102                  | 39.52%                    | 1                         |
| 26       | Querétaro                         | 485 523    | +130 478                  | 36.75%                    | Sin cambios               |
| 27       | Tlaxcala                          | 420 638    | +73 939                   | 21.33%                    | Sin cambios               |
| 28       | Aguascalientes                    | 338 142    | +94 779                   | 38.95%                    | Sin cambios               |
| 29       | Campeche                          | 251 556    | +83 337                   | 49.54%                    | Sin cambios               |
| 30       | Colima                            | 241 153    | +76 703                   | 46.64%                    | Sin cambios               |
| 31       | Territorio Sur de Baja California | 128 019    | +46 425                   | 56.90%                    | Sin cambios               |
| 32       | Territorio de Quintana Roo        | 88 150     | +37 981                   | 75.71%                    | Sin cambios               |
| Total    | Total                             | 48 225 238 | +13 302 109               | 38.09%                    |                           |

## Ciudades más pobladas
| Posición | Ciudad             | Estado           | Población |
| -------- | ------------------ | ---------------- | --------- |
| 1        | Ciudad de México   | Distrito Federal | 2 902 969 |
| 2        | Guadalajara        | Jalisco          | 1 199 391 |
| 3        | Gustavo A. Madero  | Distrito Federal | 1 186 107 |
| 4        | Monterrey          | Nuevo León       | 858 107   |
| 5        | Nezahualcóyotl     | México           | 580 436   |
| 6        | Azcapotzalco       | Distrito Federal | 534 554   |
| 7        | Puebla de Zaragoza | Puebla           | 532 744   |
| 8        | Iztapalapa         | Distrito Federal | 522 095   |
| 9        | Iztacalco          | Distrito Federal | 477 331   |
| 10       | Álvaro Obregón     | Distrito Federal | 456 709   |
| 11       | Ciudad Juárez      | Chihuahua        | 424 135   |
| 12       | León               | Guanajuato       | 420 150   |
| 13       | Mexicali           | Baja California  | 396 324   |
| 14       | Naucalpan          | México           | 382 184   |
| 15       | Tlalnepantla       | México           | 366 935   |
| 16       | Culiacán           | Sinaloa          | 360 412   |
| 17       | Tijuana            | Baja California  | 340 583   |
| 18       | Coyoacán           | Distrito Federal | 339 446   |
| 19       | Chihuahua          | Chihuahua        | 277 099   |
| 20       | San Luis Potosí    | San Luis Potosí  | 267 951   |

1. ↑  Integrado por las actuales alcaldías Benito Juárez, Cuauhtémoc, Miguel Hidalgo y Venustiano Carranza.